# Torre televisiva di Tallinn
La torre televisiva di Tallinn (in estone Tallinna teletorn) è una struttura per le telecomunicazioni di Tallinn, in Estonia. Dotata di una terrazza panoramica, è stata costruita come struttura accessoria per le Giochi della XXII Olimpiade del 1980 e impiegata soprattutto per garantire la copertura radiotelevisiva delle competizioni di vela che ebbero luogo in Estonia.

## Caratteristiche tecniche
Si trova vicino al distretto di Pirita, sei chilometri a nord-est dal centro cittadino di Tallinn. La torre ha una altezza di 314 metri; amministrata dalla società pubblica Levira, è iscritta alla Federazione mondiale delle grandi torri.
La torre venne progettata dall'architetto David Baziladze e dall'ingegnere Juri Sinis. La prima pietra venne posata il 30 settembre 1975 mentre l'intera struttura venne inaugurata l'11 luglio 1980 (anche se la prima trasmissione aveva già avuto luogo nel 1979). Il corpo della torre è costituito da cemento armato, con anelli dello spessore di 50 cm per un totale 17.000 tonnellate, il peso complessivo della torre è di circa 20.000 tonnellate. La torre ha resistito a un incendio durante la fase di costruzione.
La terrazza panoramica, collocata al 21º piano e originariamente progettata per includere anche una sezione rotante, si eleva a 170 metri dal suolo, ha un diametro di 38 metri e ospita un ristorante. È aperta ai visitatori e può essere visitata con due ascensori.
La torre televisiva di Vilnius, dal progetto similare, ha una terrazza panoramica ruotante a 165 metri dal suolo.
Dalla torre si gode di una vista su Tallinn e sul golfo di Finlandia, con la possibilità di avvistare, nelle giornate limpide, la costa finlandese. Le guide locali sottolineano la triste atmosfera sovietica degli anni ottanta. Fori di proiettili sparati durante il putsch di Mosca del 1991 sono ancora visibili alla base della torre.
Nel 2012 sono terminati i restauri della torre voluti fortemente dal governo dell'Estonia indipendente e finanziati con i fondi della UE ed è stata istituita una mostra storica che racconta l'evoluzione della torre dalla sua costruzione del 1980, motivata dalle regate olimpiche, fino alla sua riapertura nel 2012.

## Eventi correlati
La mattina del 21 agosto nel 1991 i paracadutisti sovietici tentarono di occupare la torre televisiva, un piccolo gruppo di persone si chiuse nella sala comunicazioni al 22 piano bloccando l'accesso alla torre piazzando una scatola di fiammiferi in una fessura della porta dell'ascensore, in modo che non funzionasse, obbligando così i soldati sovietici a inerpicarsi per circa mille gradini.
L'episodio, noto in Estonia, è anche parte del film 1991.